# Historia de los puentes

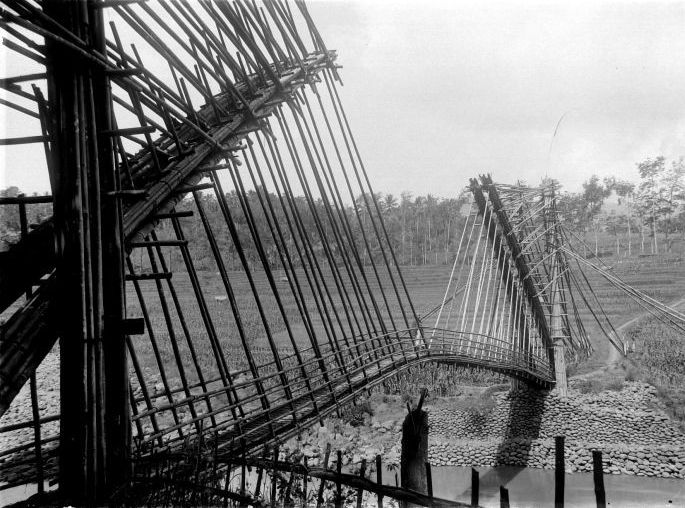
Puente de bambú sobre el río Serayu en Java, Indonesia.

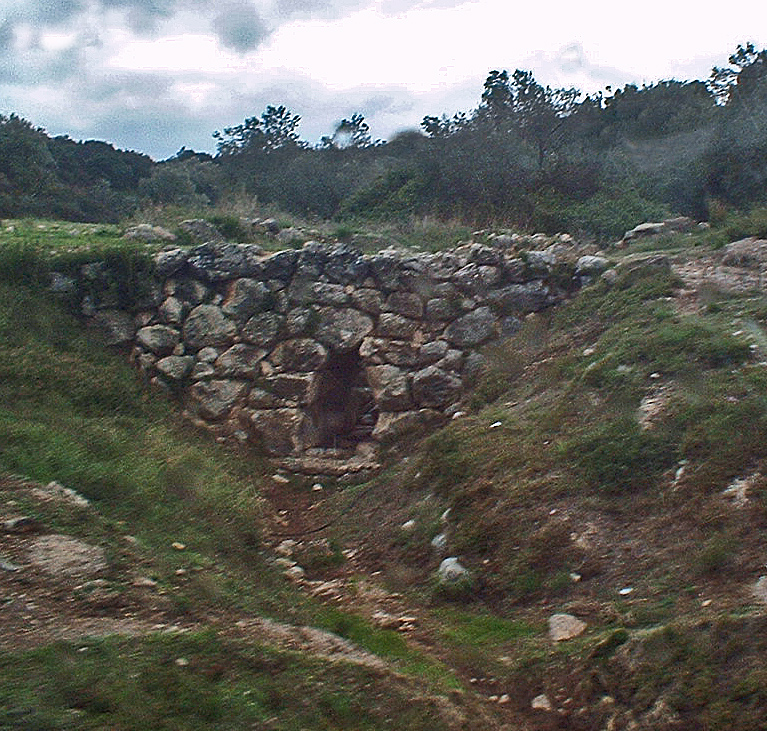
El puente Arkadiko en Grecia, del, uno de los puentes más antiguos de arco existentes.

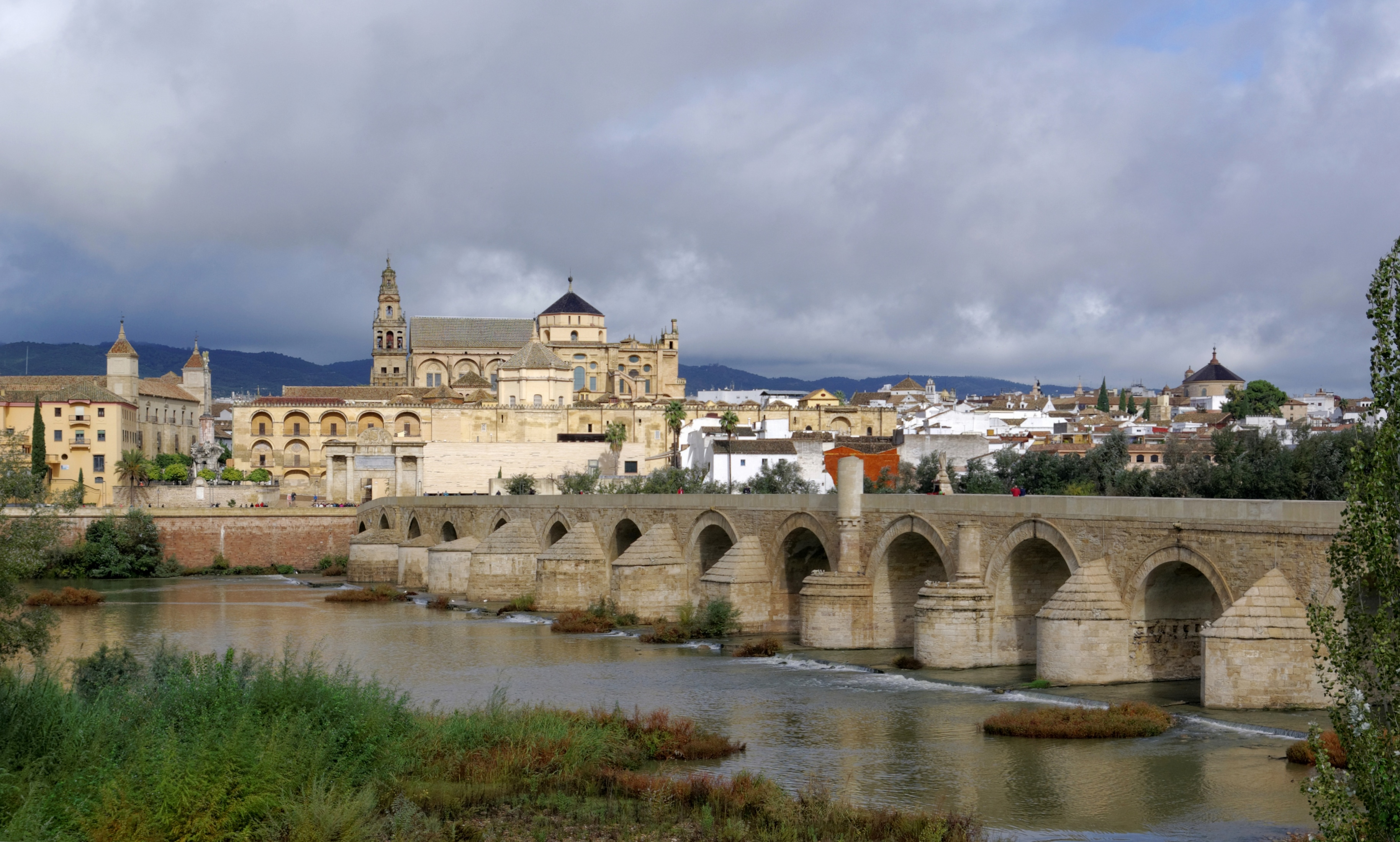
Puente romano de Córdoba construido en el siglo I a. C.

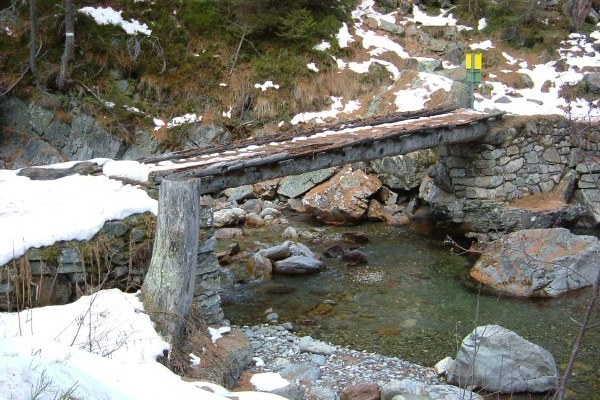
Un puente tronco en los Alpes franceses cerca de Vallorcine.

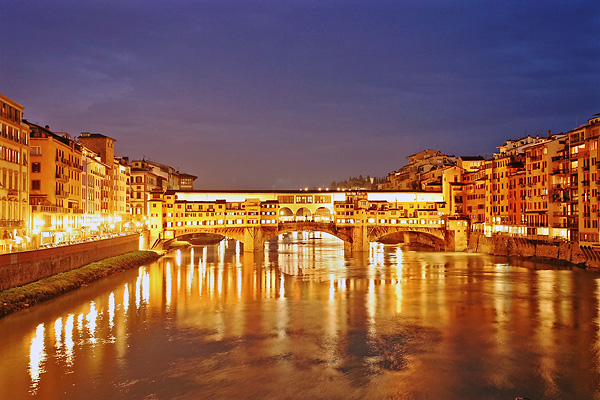
Uno de los puentes históricos más famosos del mundo: Ponte Vecchio

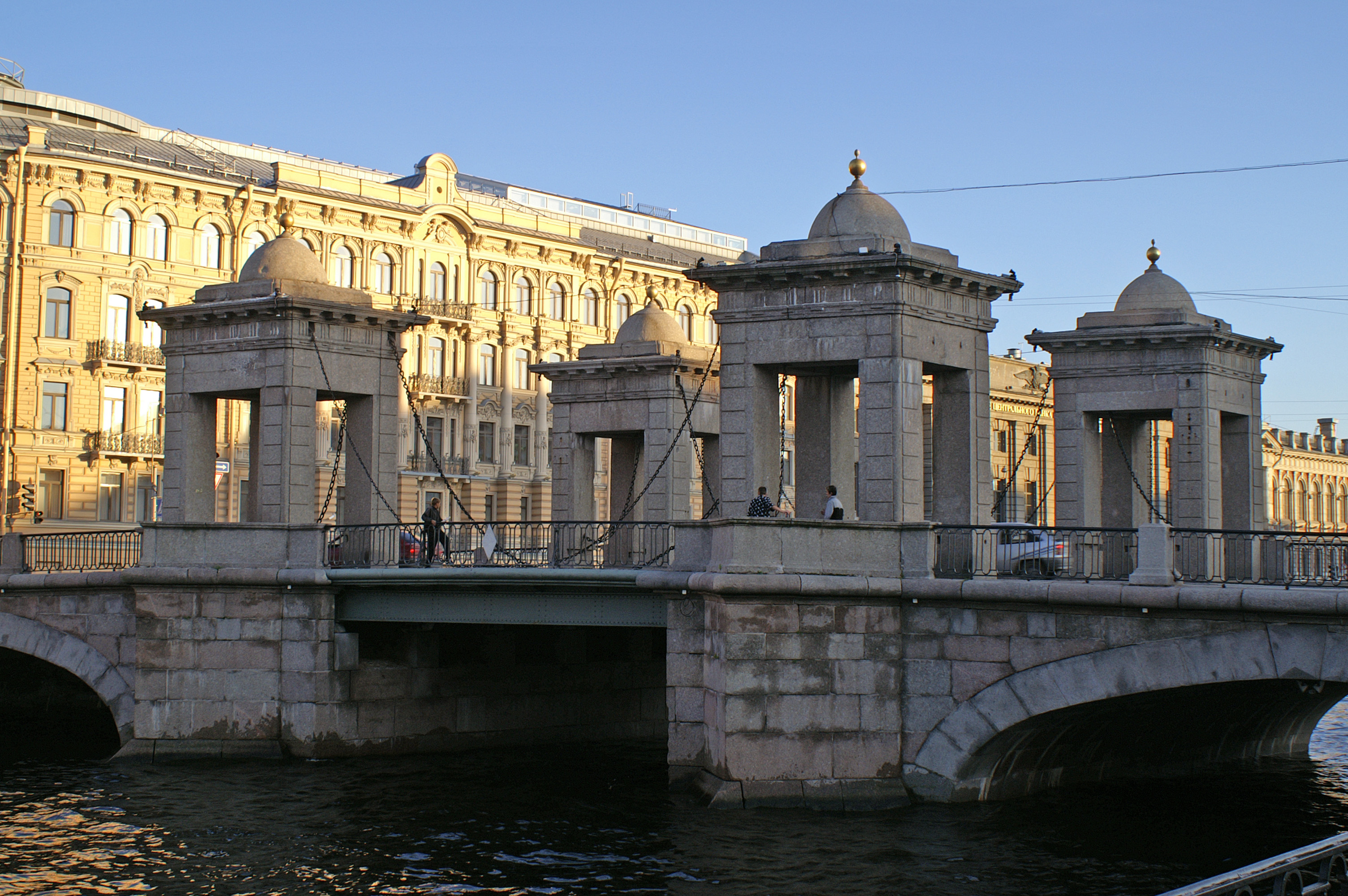
Puente Lomonosov en San Petersburgo

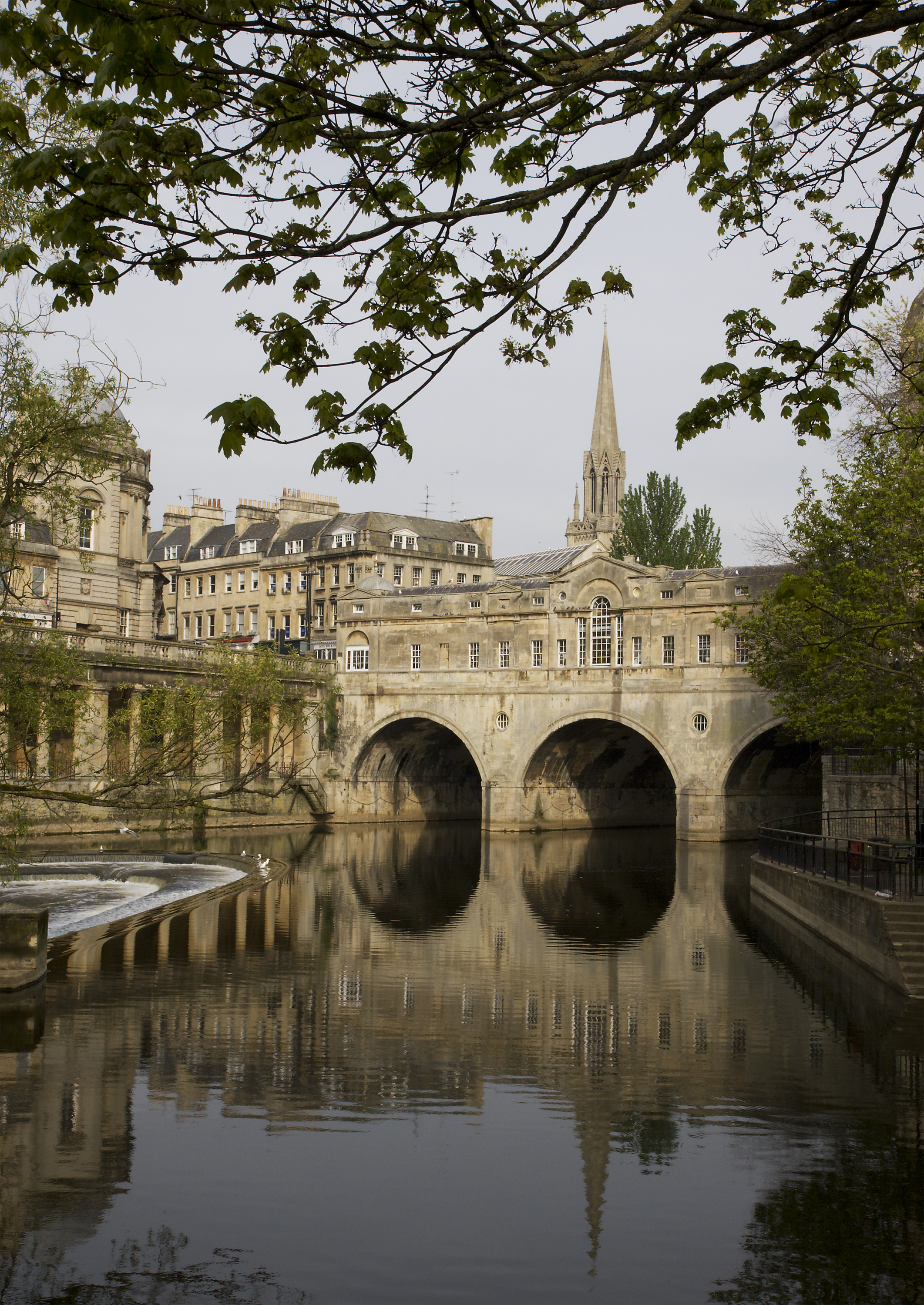
Un ejemplo de puente inglés del en Bath.

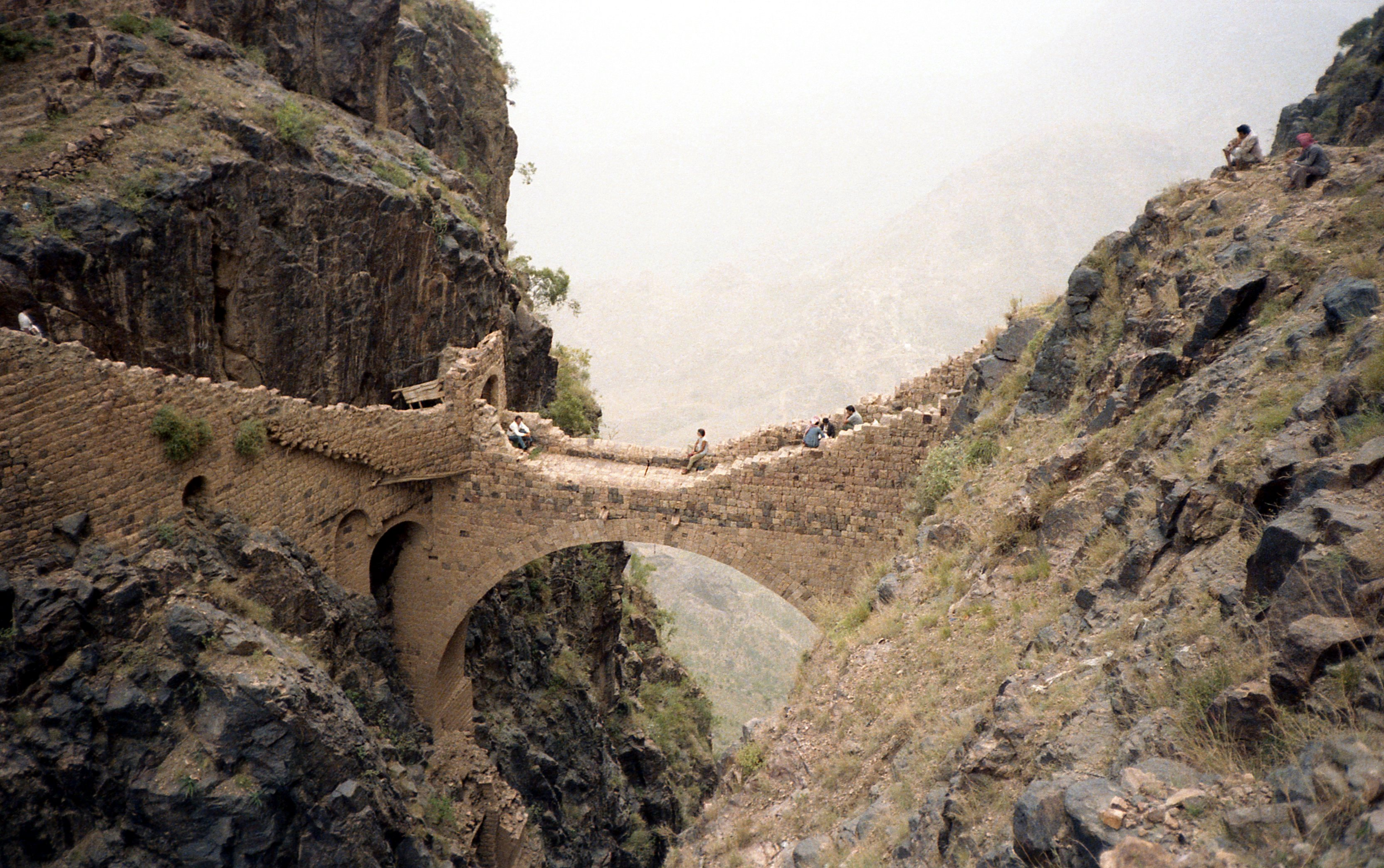
Puente arco de piedra en Shaharah, Yemen

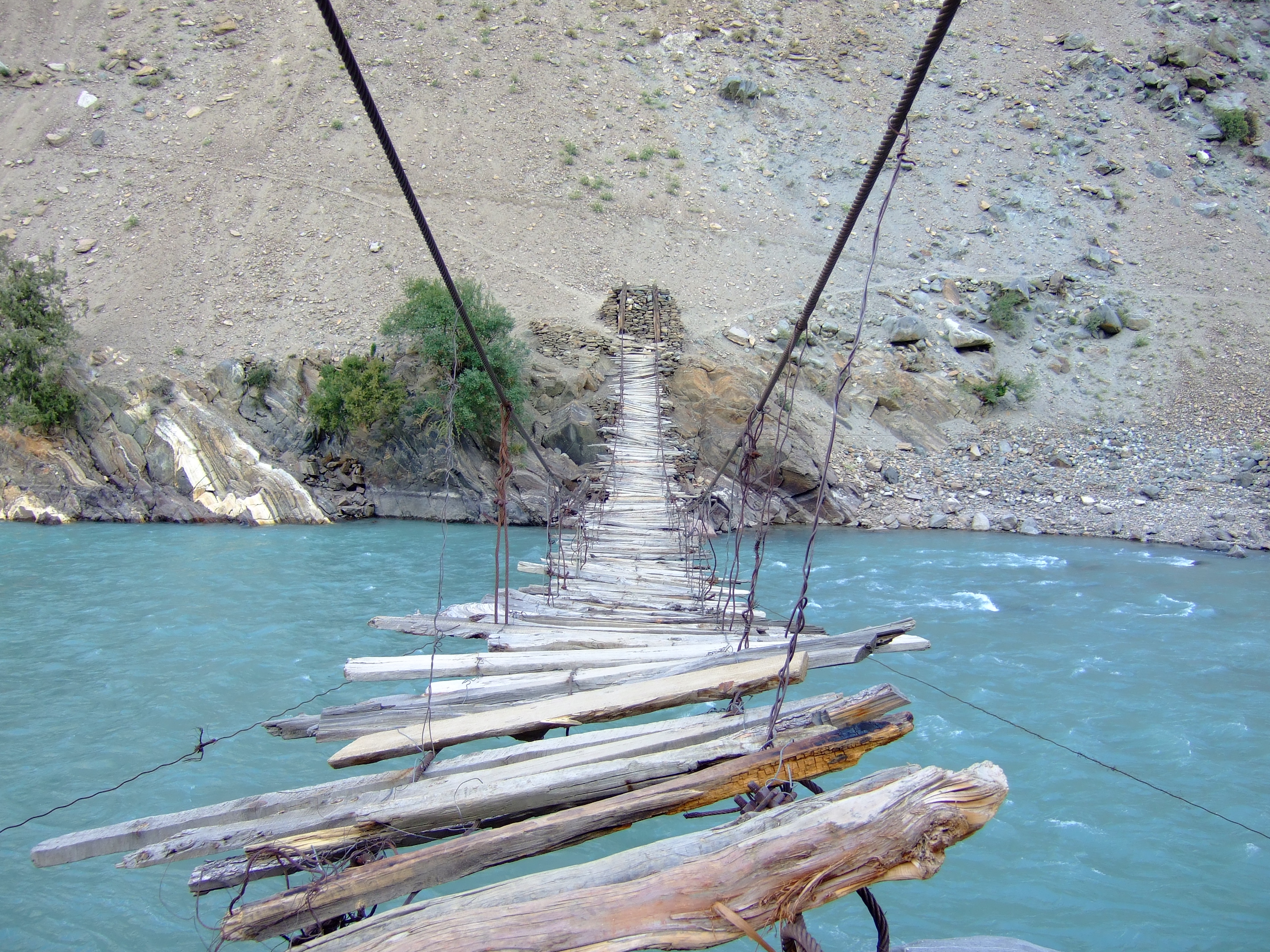
Puente colgante primitivo sobre el río Astore.

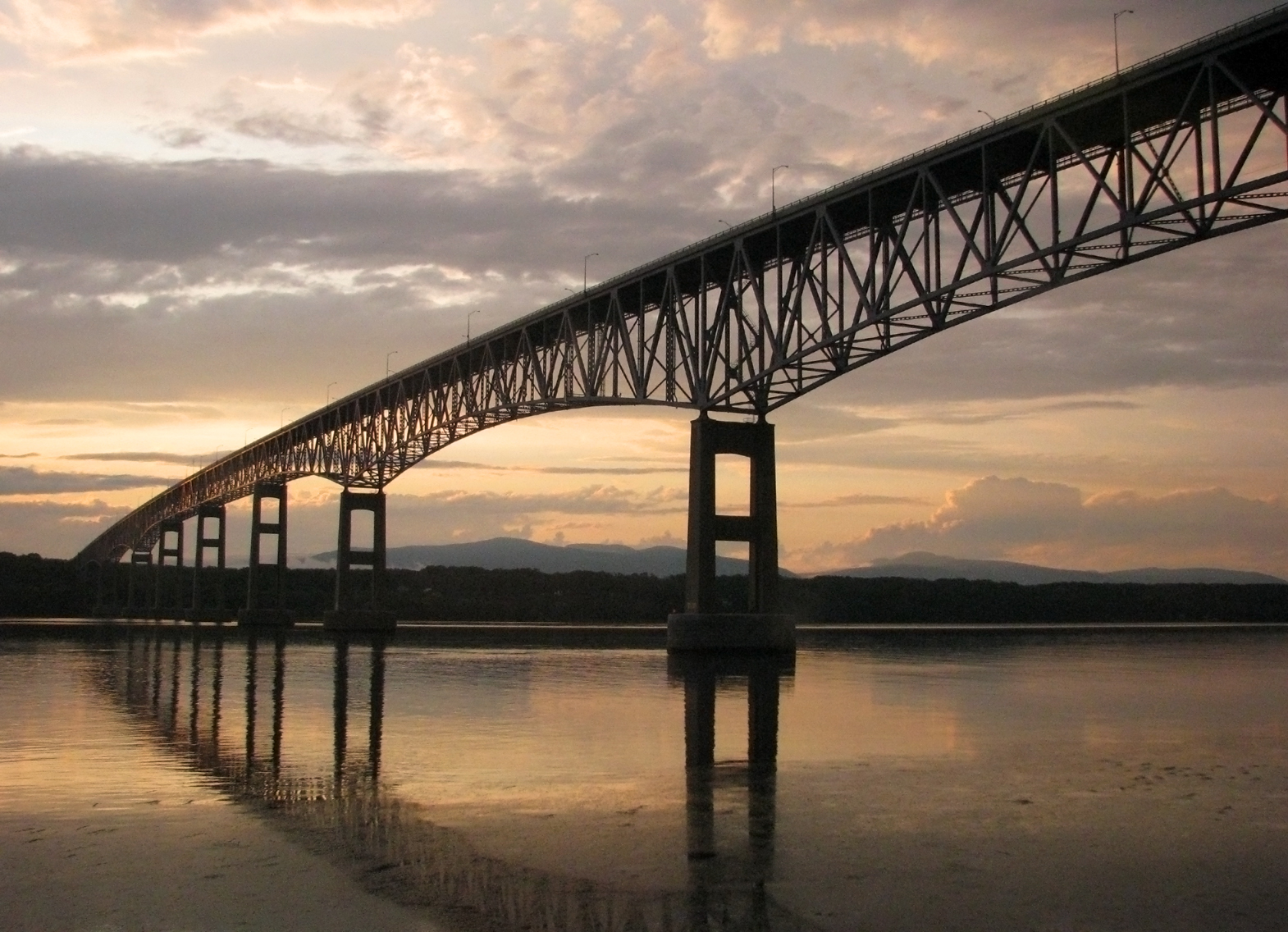
Puente de celosía: puente Kingston–Rhinecliff.

La historia de los puentes, es también la historia de la ingeniería estructural. El problema de pasar un vano construyendo una estructura fija se ha repetido a lo largo del tiempo con distintas soluciones. Según se fue avanzando en el conocimiento de los materiales y la forma en que éstos resisten y se fracturan hizo que se construyeran cada vez puentes más altos y con mayor vano y con un menor uso de materiales. La madera quizás fuese el primer material usado, después la piedra y el ladrillo, que dieron paso al acero y al hormigón en el siglo XIX. Y aún la evolución continúa hoy en día: en la actualidad nuevos puentes de fibra de carbono son diseñados con luces mayores y espesores nunca antes vistos.

## Los orígenes del puente
Los primeros puentes se realizaron  con elementos naturales , como un tronco dejado caer sobre un arroyo o unas piedras dispuestas en un río. Estos primeros puentes serían una combinación de rocas apiladas como pilares sosteniendo los maderos que funcionaban como tableros. Se sabe que algunas tribus americanas usaron árboles y cañas para construir pasarelas que les permitían salvar agujeros en las cavernas. Con el tiempo supieron crear cuerdas que permitían unir los distintos elementos del puente. Estas cuerdas también sirvieron para crear primitivos puentes de cuerdas atados a los dos lados que se querían cruzar. En cierta manera así nacieron los puentes colgantes.

## Puentes de piedra. La era del arco
Un puente de fábrica (o también puente de bóvedas de fábrica,  puente de piedra, puente de albañilería o puente abovedado), es un tipo específico de puente de la gran familia de los puentes en arco, que se caracteriza por hacer uso de las bóvedas de mampostería para salvar los obstáculos. El material usado es la piedra tallada  (muy pocas veces, ladrillo), muy resistente a la compresión, pero poco a la flexión, que si soportan los materiales usados en otras familias de puentes en arco (que presentan una cierta elasticidad, como la madera, el hormigón, el hormigón armado, el hormigón pretensado, el metal o los materiales compuestos) y que les permite salvar luces o vanos más importante. La técnica de construcción de puentes de fábrica  ha sido aplicada desde la Antigüedad hasta comienzos del siglo XX y en lo fundamental consistía en evaluar correctamente los empujes de las bóvedas y diseñar en correspondencia las pilonas capaces de soportarlos.
Los puentes en arco más antiguos que siguen en uso datan de la Edad del Bronce. El puente Arkadiko, de la cultura micénica, es uno de los cuatro puentes de falso arco que formaban parte de la red de carreteras, diseñada para acomodar las carretas que circulaban entre Tirinto y Epidauro en el Peloponeso, en Grecia. También en el Peloponeso y Creta se encuentran varios puentes de piedra intactos que provendrían del período helenístico como el puente de Eleuterna, los cuales utilizan falsos arcos como los micénicos, pero la gran mayoría de puentes de la Antigua Grecia no sobreviven debido a que fueron construidos principalmente con madera. Todo parece indicar que los griegos desconocían el concepto de arco, pero sí los mesopotámicos, que lo usaron en la arquitectura. De alguna forma los etruscos también aprendieron a usar el arco y transmitieron esa técnica a los romanos.
La civilización romana fue la primera en construir puentes de forma generalizada. La necesidad de tener una red de calzadas bien comunicada y permanente hizo que sus ingenieros construyeran una gran cantidad de puentes para salvar los ríos y valles que debían atravesar. Los romanos fueron los precursores del hormigón y del cemento hidráulico. Eran capaces de cimentar los puentes a gran profundidad y de salvar vanos importantes para la época. El puente romano de Orense es el de mayor luz en piedra construido en la época imperial, con 38 m. También se deben a los romanos los primeros puentes en arco de madera, caso del puente de Trajano, con cimientos en piedra y la arcada en madera, con arcos rebajados. Este puente es especialmente singular ya que la madera permitió luces de 52 m (la madera al ser más ligera permitía salvar luces mayores) y además la estructura completa medía 1130 m, siendo durante muchos siglos el puente más largo jamás construido.
Si bien en la Edad Media se construyeron puentes, la ingeniería no avanzó y, en algunos cuestiones, retrocedió. Se olvidó cómo se fabricaba el hormigón y los arcos se redujeron en tamaño. Aun así el arco perduró con pocas variaciones, usándose a veces el arco gótico. Mientras tanto en el Imperio inca se empezó a perfeccionar la construcción de puentes de cuerda, que serían los precursores de los puentes colgantes.
El Renacimiento traería una nueva dimensión al diseño de puentes. En 1415 se recuperan los manuscritos de Vitrubio y además en esa época empiezan a redescubrirse las ruinas de la época romana. Eso hará que los ingenieros renacentistas retomasen el estilo clásico de los puentes y que se adoptase de nuevo el arco de medio punto. Ejemplos de ello son el puente de Rialto, en Venecia, el Pont Neuf de París o el puente della Trinitá, en Florencia. Con el paso de los años el puente no sólo se consideraba ya un elemento funcional sino también un elemento artístico de la ciudad, y, sin duda, un signo de poder e influencia respecto a otras ciudades.

## Puentes de acero y hormigón
El 1 de enero de 1781 se inauguró el puente de Coalbrookdale, el primero fabricado en hierro fundido. El puente (aún hoy en pie) es un puente arco metálico, a imitación de los de piedra, pero el material es completamente distinto, más resistente y más liviano. En 1795 el río se desbordó destruyendo todos los puentes que encontró, excepto el de Coalbrookdale, lo que hizo que la gente empezara a confiar en este tipo de puentes.

### Puentes en celosía y ménsula
En 1890 se construye en Escocia el Forth Bridge con dos luces de 521,3 m. Este puente representa una nueva tipología, la de los puentes en ménsula. Consistía en hacer trabajar las vigas como voladizos, lo que facilitaba la construcción del puente.